# Winter X Games XIV
De Winter X Games XIV werden gehouden van 28 tot en met 31 januari 2010 in het Amerikaanse Aspen, Colorado. Het was de negende opeenvolgende editie die in Aspen werd gehouden.

## Medailles

### Mannen
| Onderdeel         | Goud           | Goud                  | Zilver         | Zilver              | Brons          | Brons            |
| Freestyleskiën    | Freestyleskiën | Freestyleskiën        | Freestyleskiën | Freestyleskiën      | Freestyleskiën | Freestyleskiën   |
| ----------------- | -------------- | --------------------- | -------------- | ------------------- | -------------- | ---------------- |
| Big air           | USA            | Bobby Brown           | CAN            | T.J. Schiller       | SUI            | Elias Ambuhl     |
| Halfpipe          | FRA            | Kevin Rolland         | NZL            | Jossi Wells         | FRA            | Xavier Bertoni   |
| High air          | USA            | Peter Olenick         | CAN            | Justin Dorey        | FRA            | Kevin Rolland    |
| Monoski           | USA            | Tyler Walker          | USA            | Gregory Peck        | USA            | Kevin Connolly   |
| Ski cross         | CAN            | Christopher Del Bosco | CAN            | Dave Duncan         | CAN            | Brady Leman      |
| Slopestyle        | USA            | Bobby Brown           | NOR            | Andreas Håtveit     | USA            | Sammy Carlson    |
| Snowboarden       |                |                       |                |                     |                |                  |
| Big air           | ISL            | Halldór Helgason      | NOR            | Torstein Horgmo     | NOR            | Mikkel Bang      |
| Halfpipe          | USA            | Shaun White           | SUI            | Iouri Podladtchikov | JPN            | Kazuhiro Kokubo  |
| Snowboardcross    | USA            | Nate Holland          | USA            | Seth Wescott        | ITA            | Alberto Schiavon |
| Slopestyle        | FIN            | Eero Ettala           | USA            | Eric Willett        | USA            | Chas Guldemond   |
| Snowmobiles       |                |                       |                |                     |                |                  |
| Best trick        | USA            | Heath Frisby          | SWE            | Daniel Bodin        | USA            | Levi LaVallee    |
| Freestyle         | USA            | Justin Hoyer          | USA            | Joe Parsons         | USA            | Caleb Moore      |
| Knockout          | USA            | Levi LaVallee         | USA            | Chris Burandt       | USA            | Joe Parsons      |
| Snocross adaptive | USA            | Mike Schultz          | USA            | Jim Wazny           | USA            | Doug Henry       |

### Vrouwen
| Onderdeel      | Goud           | Goud               | Zilver         | Zilver          | Brons          | Brons                 |
| Freestyleskiën | Freestyleskiën | Freestyleskiën     | Freestyleskiën | Freestyleskiën  | Freestyleskiën | Freestyleskiën        |
| -------------- | -------------- | ------------------ | -------------- | --------------- | -------------- | --------------------- |
| Halfpipe       | USA            | Jen Hudak          | CAN            | Megan Gunning   | CAN            | Rosalind Groenewoud   |
| Ski cross      | FRA            | Ophélie David      | CAN            | Ashleigh McIvor | CAN            | Kelsey Serwa          |
| Slopestyle     | CAN            | Kaya Turski        | USA            | Keri Herman     | NOR            | Grete Eliassen        |
| Snowboarden    |                |                    |                |                 |                |                       |
| Halfpipe       | USA            | Gretchen Bleiler   | USA            | Kelly Clark     | USA            | Hannah Teter          |
| Snowboardcross | USA            | Lindsey Jacobellis | NOR            | Helene Olafsen  | USA            | Joanie Anderson       |
| Slopestyle     | GBR            | Jenny Jones        | USA            | Jamie Anderson  | USA            | Janna Meyen-Weatherby |

### Medaillespiegel
| Plaats | Land                | Goud | Zilver | Brons | Totaal |
| 1      | Verenigde Staten    | 13   | 9      | 10    | 32     |
| 2      | Canada              | 2    | 5      | 3     | 10     |
| 3      | Frankrijk           | 2    | 2      | 0     | 4      |
| 4      | Finland             | 1    | 0      | 0     | 1      |
| 4      | IJsland             | 1    | 0      | 0     | 1      |
| 4      | Verenigd Koninkrijk | 1    | 0      | 0     | 1      |
| 7      | Noorwegen           | 0    | 3      | 2     | 5      |
| 8      | Zwitserland         | 0    | 1      | 1     | 2      |
| 9      | Nieuw-Zeeland       | 0    | 1      | 0     | 1      |
| 9      | Zweden              | 0    | 1      | 0     | 1      |
| 11     | Italië              | 0    | 0      | 1     | 1      |
| 11     | Japan               | 0    | 0      | 1     | 1      |
| Totaal | Totaal              | 20   | 20     | 20    | 60     |